# Ernst Lecher

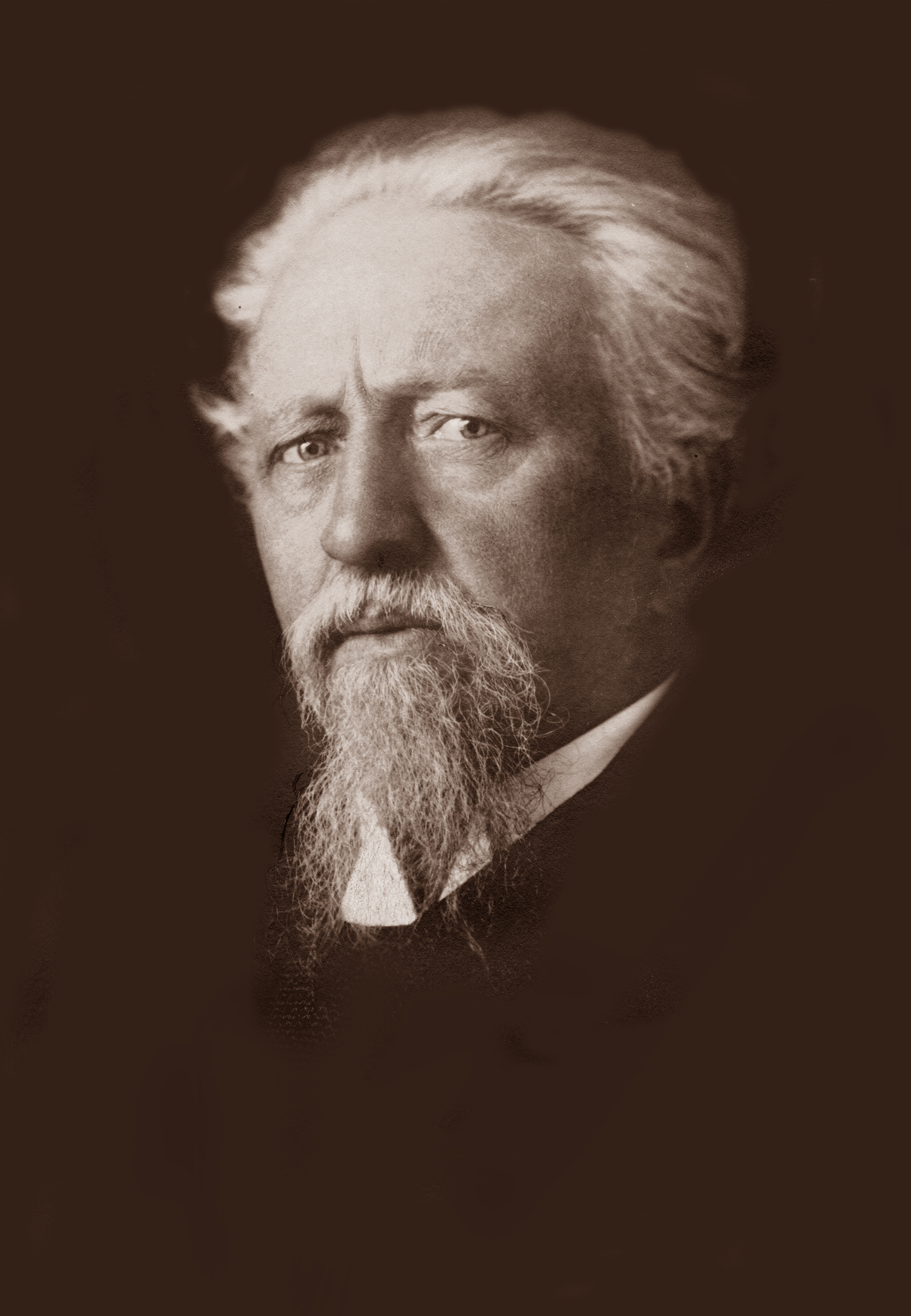
Ernst Lecher 1919

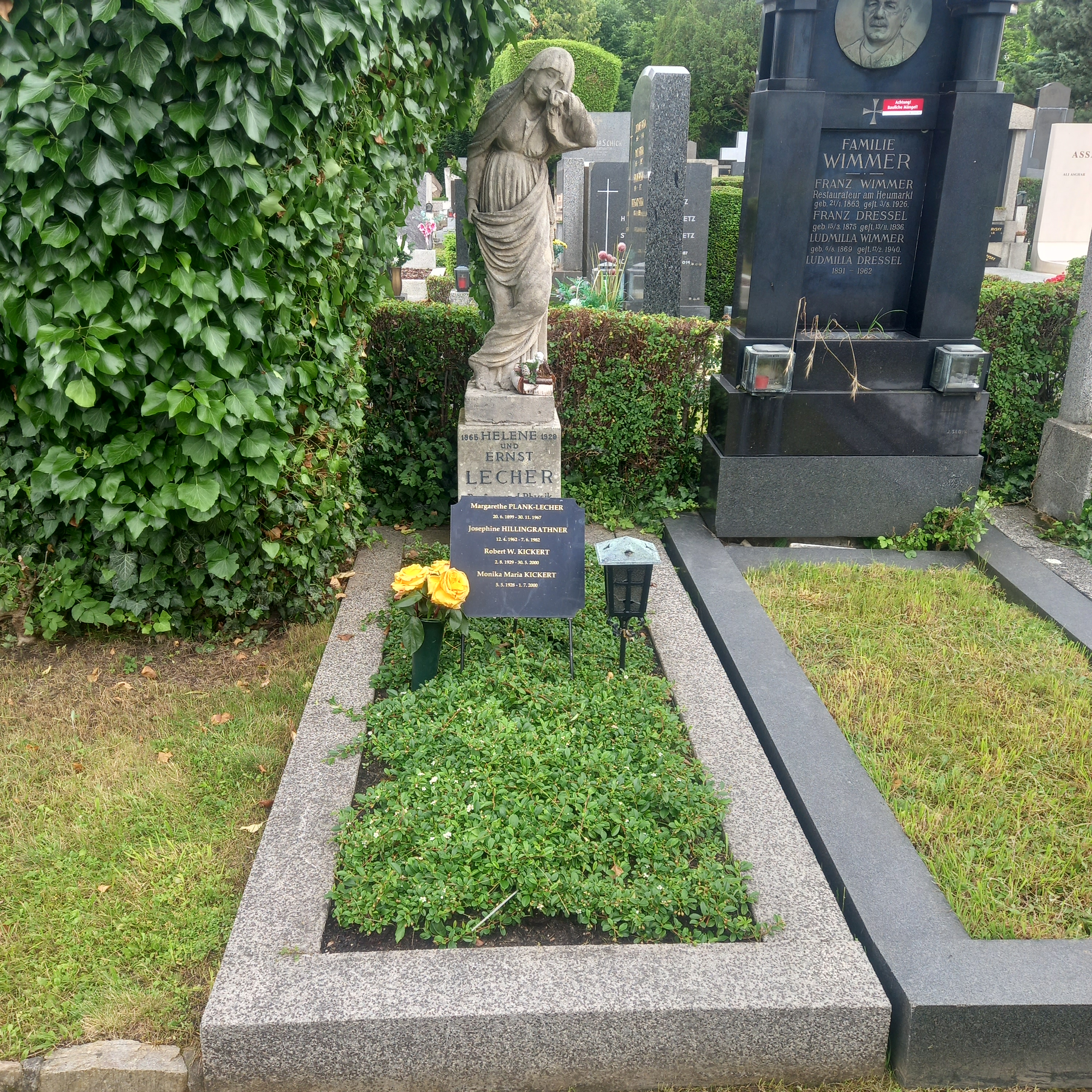
Das Grab von Ernst Lecher und seiner Ehefrau Helene geborene Edle von Rotshorn im Familiengrab auf dem Friedhof Döbling in Wien

Ernst Lecher (* 1. Juni 1856 in Wien; † 19. Juli 1926 in Wien) war ein österreichischer Physiker, der als Begründer der Messtechnik im Hochfrequenzbereich in die Geschichte der Physik einging.

## Leben
Ernst Lecher war der Sohn des Schriftstellers und Journalisten Zacharias Konrad Lecher (1829–1905), Herausgeber und Chefredakteur der Wiener Zeitung Neue Freie Presse. Sein Bruder war der Jurist und Politiker Otto Lecher. Nach dem Besuch des Akademischen Gymnasiums in Wien studierte Ernst Lecher Physik an der Wiener Universität und wurde 1879 durch die Universität Innsbruck promoviert. Verheiratet war er mit der Philanthropin Helene Lecher (geborene von Rosthorn). Konrad Lorenz war sein Neffe.
Er begann als Privatdozent für Physik und ging 1882 nach Wien zurück, wo er bis 1890 als Assistent an der Physikalischen Abteilung der Universität forschte und sich zwischenzeitlich (1884) für Experimentalphysik habilitierte.
Lecher war dann von 1891 bis 1895 Professor in Innsbruck und anschließend als Nachfolger von Ernst Mach Professor für experimentelle Physik an der deutschen Universität in Prag und ab 1909 in Wien. Im Jahr 1892 wurde er zum Mitglied der Leopoldina gewählt.
In Anerkennung seiner Forschungsergebnisse berief die Wiener Universität Lecher 1909 zum Leiter des ersten Physikalischen Instituts und die Wiener Akademie der Wissenschaften  nahm ihn 1914 als Mitglied auf.
Im Oktober 1925 zwang ihn ein schweres Leiden in den Ruhestand. Lecher starb ein halbes Jahr später in Wien.
Er ruht in einem ehrenhalber gewidmeten Grab auf dem Döblinger Friedhof (Gruppe 3, Nummer 35) in Wien. 1960 wurde der Lecherweg in Wien-Favoriten nach ihm benannt.

## Werk

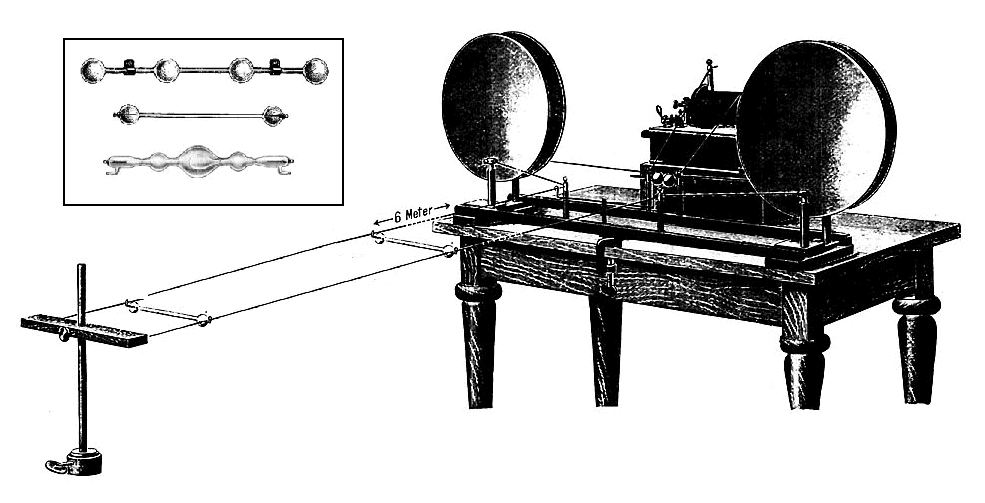
Dieses Stehwellenmessgerät wurde 1888 von Ernst Lecher entwickelt, um Wellenlängen und Frequenzen zu messen. Die Abbildung stammt aus einem Katalog für wissenschaftliche Laborausrüstung aus dem Jahr 1904.

Lecher begann seine Forschertätigkeit um 1875 auf dem Gebiet der Kalorimetrie. 1880 bis 1883 beschäftigte er sich mit der Absorption von Wärmestrahlung (Infrarotstrahlung). Danach beschäftigte sich Lecher mit den Eigenschaften der von Heinrich Hertz  (* 1857; † 1894) im Jahre 1886 entdeckten elektromagnetischen Wellen.
1889 erfand er bei seinen Untersuchungen eine Anordnung zur exakten Messung der Wellenlänge und Frequenz elektrischer Wellen, die später nach ihm benannte Lecher-Leitung (auch Lecher-Drähte genannt). Diese Vorrichtung wird heute noch zur Untersuchung von stehenden Wellen in einer Übertragungsleitung verwendet und hält somit die Erinnerung an den großen Physiker wach.
Mit seinem Messverfahren konnte Lecher erstmals die Analogie zwischen der Ausbreitungsgeschwindigkeit elektrischer Wellen und der Lichtgeschwindigkeit experimentell bestätigen. In seinen weiteren Arbeiten befasste sich Lecher sowohl mit elektrodynamischen Fragen (z. B. 1887 unipolare Induktion) als auch um 1905/06 mit der Erforschung thermoelektrischer Erscheinungen.
Ernst Lecher und sein Vater hatten 1895 große Bedeutung bei der Verbreitung der Nachricht von der Entdeckung der Röntgenstrahlen.

## Veröffentlichungen
- Studie über elektrische Resonanzerscheinungen, Wied. Anm. 41 (1890) p. 850
- Lehrbuch der Physik für Mediziner, Biologen und Psychologen, B.G.Teubner Verlag, 1912 (2. Aufl. 1917, 3. Aufl. 1919, 4. Aufl. 1921, 5. Aufl. 1928)
  - Neueste Ausgabe durch Hrsg. Esther von Krosigk, VDM Verlag Dr. Müller, Saarbrücken 2007, ISBN 978-3-8364-1290-2